# モザンビークにおけるLGBTの権利
モザンビークにおけるLGBTの権利（モザンビークにおけるLGBTのけんり）では、モザンビーク共和国におけるLGBTの法的状況について扱う。
モザンビークでは、LGBTの法的地位は曖昧である。同性愛行為を違法であると明示する法律はなく、2011年3月に同国法務省が国際連合人権理事会の普遍的定期審査へ同性愛が違法ではないとの報告を行っている。しかし、ポルトガル植民地時代に制定された刑法70条及び71条にて「自然な慣習に反する行動」について強制労働を課すことが規定されている。ILGAはこの条文を拡大解釈し、男性または女性の同性愛行為について適用される可能性は潜在的に存在するとしている。しかし、この条項がLGBTである個人に適用されることは、ほとんどないかあるいは全くない 。
モザンビークは、アフリカではLGBTに対して最も寛容な国の一つと看做されている。政府は公式にLGBTの権利に言及することはほとんどない一方、ごくわずかな言及ではLGBTの権利に対して肯定的に捉えている。また、2007年以降のアフリカでは3か国しかないLGBTに対する差別からの何らかの保護を行っている国のひとつである。同性婚や事実婚については2006年以降主張がなされているが、現在のところモザンビーク政府は何の意思表示も行っていない。